# إيرول ويلينغتون
إيرول ويلينغتون (بالإنجليزية: Errol Wellington)‏ (9 يونيو 1983 في المملكة المتحدة - ) هو لاعب كرة قدم بريطاني في مركز الدفاع. شارك مع منتخب الجزر العذراء البريطانية لكرة القدم.

## وصلات خارجية
- إيرول ويلينغتون على موقع قاعدة بيانات كرة القدم.إي يو (الإنجليزية)